# Saint-Michel-le-Cloucq
Saint-Michel-le-Cloucq är en kommun i departementet Vendée i regionen Pays de la Loire i västra Frankrike. Kommunen ligger i kantonen Saint-Hilaire-des-Loges som tillhör arrondissementet Fontenay-le-Comte. År 2022 hade Saint-Michel-le-Cloucq 1 263 invånare.

## Befolkningsutveckling
Antalet invånare i kommunen Saint-Michel-le-Cloucq
| Referens: INSEE |